# Бондур, Сергей Алексеевич
Сергей Алексеевич Бондур (род. 31 мая 1964 года, Черкассы) — украинский советский артист балета и балетмейстер. Народный артист Украины (1997).

## Биография
Сергей Алексеевич Бондур родился 31 мая 1964 года в городе Черкассы. В 1982 году окончил Киевское государственное хореографическое училище по классу педагога В. В. Парсегова. В 1982-1984 годах работал солистом балета Львовского академического театра оперы и балета им. И. Франко.
С 1984 года — ведущий солист балета Киевского академического музыкального театра для детей и юношества (ныне Киевский театр оперы и балета для детей и юношества).
В 1994 году окончил Ленинградскую консерваторию имени Н. А. Римского-Корсакова (преподаватели — Габриэла Комлева, Никита Долушин).
С 1998 года работал преподавателем Киевской муниципальной украинской академии танца имени Сержа Лифаря.
В разное время выступал на сценах Италии, Великобритании, Индии, Канады, Испании, Японии, Мексики, Португалии,  Германии, Швейцарии, Нидерландов, Южной Кореи, Турции, Южной Америки, Франции, США и других стра.
Поставил балет «Реквием» на музыку Моцарта в московской труппе «Имперский балет». В настоящее время работает педагогом-репетитором Национальной оперы Украины.

## Партии
Сергей Алексеевич Бондур выступал в партиях: Альберт («Жизель» А. Адана); Арлекин («Арлекинада» Р. Дриго); Джеймс («Сильфида» Х. Левенсхольда); Эльф ( «Дюймовочка»);
Иванко («Горбунок» Р. Щедрина); Красс («Спартак» А. Хачатуряна); Лебедь («Гадкий утенок» А. Петровой, И. Цислюкевич, А. Никиты); Левко, Харальд ( «Майская ночь», «Викинги» Е. Станковича); Маттео («Наяда и Рыбак» Ч. Пуньи); Маугли, Распутин (однойм. Балеты А. Градского); «Поминальная» («Монолог» на музыку Х. Родриго); Принц, Дезире, Зигфрид ( «Щелкунчик», «Спящая красавица», «Лебединое озеро» П. Чайковского); Ромео, Петрик («Ромео и Джульетта», «Петя и волк» Прокофьева); Сын ( «Тележка папы Жюнье» на музыку Р. Штраусса); Солор, Базиль («Баядерка», «Дон Кихот» Л. Минкуса); Штраусс («Бал у Штраусса» на музику Й. Штраусса).

## Награды
- 1986 — Лауреат международных конкурсов артистов балета в Варне (Болгария) и Париже (третий премия)
- 1997 — Народный артист Украины
- 1999 — Лауреат 3-го Международного конкурса балета им. С. Лифаря как хореограф (Киев, третья премия)

Указ Президента Украины от 10 февраля 1997 года № 130/97 «О присвоении почетных званий Украины артистам Государственного детского музыкального театра., г. Киев»